# Villar de Argañán
Villar de Argañán és un municipi de la província de Salamanca a la comunitat autònoma de Castella i Lleó. Limita al Nord amb Villar de la Yegua, a l'Est amb Castillejo de Martín Viejo i Saelices el Chico, al Sud amb Gallegos de Argañán i a l'Oest amb La Alameda de Gardón i Aldea del Obispo.

## Demografia
En el cens de 2009 tenia 94 habitants, dels que 46 eren homes i 48 dones, en una superfície de 30,02 km². D'ells 42 vivien a Villar de Argañán, 2 a Hurtada, 42 a Martillán i 13 a Sexmiro.
Evolució demogràfica de Villar de Argañán, durant el segle xx.

## Personatges il·lustres
- José Miguel Bueno Vicente, eurodiputat.